# Поморавски управни округ
Поморавски управни округ се налази у централном делу Републике Србије. Обухвата један град и пет општина. Према подацима са последњег пописа 2022. године у округу је живело 182.047 становника Седиште округа је Град Јагодина.
У граду Јагодини је делимично сачувана архитектура 19. века. Остаци ранијих периода виде се у грађевинама као што је Хајдук - Вељков конак из 18. века. Посебна занимљивост је Стара црква Арханђела Михајла, задужбина Милоша Обреновића из 1818. године.
Манастир Јошаница је подигнут крајем 15. века у време владавине деспота Ђурђа Бранковића и сматра се најлепшом грађевином Средњег века у том крају.
Недалеко од Ћуприје је манастир са црквом Вазнесења - Раваница, задужбина кнеза Лазара, саграђена између 1375. године и 1377. године. После погибије цара Лазара у Боју на Косову, Раваница је чувала његове мошти до 1690. године, да би данас после три века сељења са српским народом биле опет враћене у ову његову задужбину. Манастир Ресава - Манасија налази се у непосредној околини Деспотовца. Ресава - задужбина деспота Стефана Лазаревића, подигнута је између 1407. године и 1418. године. Током 15. века у манастиру је деловала чувена Ресавска школа са више радионица у којима су преписивани важни текстови из светске баштине и писани нови.Константин Филозоф, аутор „Житија деспота Стефана“ и „О писменима“ (словима), којим је извршена редакција и сређивање тадашњег правописа српског језику, радио је и стварао у манастиру Ресава.
После Другог српског устанка задржана је административна подела из времена пуне османске власти. Јагодинска нахија је обухватала левачку и темнићку кнежину, Ћупријска нахија имала је само једну кнежину, док до 1833. Параћинска нахија налазила се изван Кнежевине Србије. На Великој народној скупштини 1834. године донета је одлука о стварању сердарстава које би чинила више окружја (нови називи за нахије). Расинско сердарство је имало седиште у Јагодини и обухватало је јагодинско, крушевачко и параћинско и ресавско окружје а на његовом челу налазио се кнез Милета Радојковић.

## Административна подела
Поморавски управни округ обухвата један град и пет општина.
| Назив              | Грб | Број становника (2011) | Број становника (2022) |
| ------------------ | --- | ---------------------- | ---------------------- |
| Град Јагодина      |     | 71.852                 | 65.180                 |
| Општина Деспотовац |     | 23.191                 | 18.824                 |
| Општина Параћин    |     | 54.242                 | 46.103                 |
| Општина Рековац    |     | 11.055                 | 8.214                  |
| Општина Свилајнац  |     | 23.551                 | 20.568                 |
| Општина Ћуприја    |     | 30.645                 | 25.663                 |